# ФК Ванкувер
Фудбалски клуб Ванкувер (енгл. Vancouver FC) је канадски фудбалски клуб. Тим је део Канадске премијер лиге, која је најјача канадска професионална фудбалска лига.
Иако назван по Ванкуверу, клуб своје домађе утакмице игра на стадиону Вилоби комјунити парк у оближњем Ланглију.

## Тренери
|             | \| Име \| Година \| \| ----------- \| ------ \| \| Афшин Готби \| 2022– \| |
| Име         | Година                                                                     |
| Афшин Готби | 2022–                                                                      |